# 名探偵に乾杯
『名探偵に乾杯』（めいたんていにかんぱい）は、西村京太郎の長編推理小説（一人称小説）。1976年（昭和51年）9月に講談社から書き下ろしで出版された。
推理小説史に残る有名な名探偵が登場する、パロディミステリ「名探偵シリーズ」4部作の最終作。以下の3人の探偵が登場する（登場順に記載）。
1. 江戸川乱歩の明智小五郎
2. エラリー・クイーンのエラリー・クイーン
3. ジョルジュ・シムノンのジュール・メグレ（退職後）[3]

第1作『名探偵なんか怖くない』から前作まではアガサ・クリスティのエルキュール・ポアロも参加していたが、本作は『カーテン』の後の作品のため、彼は登場しない。代わりにアーサー・ヘイスティングズが参加する。
なお、本作は『カーテン』に関する内容（ネタバレ）が含まれている。また本作は『カーテン』に対する一種のオマージュであり「主人公である探偵と旧知の人物が一人称で記述する」「記述者の娘が登場し、その言動に父親である記述役がやきもきする」といった共通点が見られる。

## あらすじ
※本作は、小林芳雄（かつての小林少年）の一人称小説となっている。また、孤島を舞台にしたクローズド・サークルものでもある。
エルキュール・ポアロ死す……その訃報は全世界を駆け巡った。明智小五郎は親交のあった彼の死を悼み、7月20日に、ささやかな追悼会を提案する。その手配は、長年の助手である小林芳雄と、彼の娘である美泳子の手で行われた。招待状はエラリー・クイーンとメグレ夫妻に送られ、彼らは参加を表明。一方、ミス・マープルは招待を喜んだものの、健康上の理由とアガサ・クリスティの死にショックを受けて不参加、代わりにアーサー・ヘイスティングズが来日した。この件はマスコミが嗅ぎつけたために国内の参加希望者が殺到したが、静かに追悼したい、という明智の主旨を踏まえ、「今回は海外組のみで」と断り、国内参加者は後日改めて、と説明された。
追悼会は、静岡県賀茂郡西伊豆町にある孤島で行われる予定だった。その島は芳兵衛島といったが、小林芳雄はヤマツツジの花畑にちなみ「花幻の島」と呼んでいた。島には明智の別荘しかなく、普段は無人島で、自家発電の設備はあるものの、通信手段は備えていなかった。「事件解決後は、喧騒から離れていたい」、という明智の要望に応えたものだった。また、ポアロ追悼に際し、邸内は左右対称になるよう、一部改装してあった。
当日、飛び入りでポアロ・マードックという青年が現れる。彼はポアロの息子と名乗り、ポアロの遺稿、と称する原稿を所持していた。マードックの真偽を確かめる論争の最中、さらに新聞記者とカメラマンが訪れる。彼らはイタコを連れており、ポアロの交霊を試そうとしていた。記者らに同行して推理作家の岸井礼二郎も来ており、その上、「ヨットから放り出された」という若いアベックも現れた。
孤島では追い返すわけにもいかず、一同は彼らを迎え入れる。そして交霊会が始まった。その最中、一人が矢で殺される。マードックが探偵役を買って出るが、予想に反し、凶器と摩り替わったはずの「本物の矢」が見つからない。彼らの困惑をあざ笑うかのように、犯人は殺人を重ねる。またもマードックが推理を披露するものの、トリックは破れなかった。外部に連絡を取ろうにも、明智のモーターボートも岸井のボートもエンジンの部品を外され、身動きがとれない。
さらに第3、第4の殺人が。4人も死にながら、3名の名探偵は一向に動こうとしない。小林は焦れる。果たして名探偵たちは耄碌してしまったのか? そして犯人は誰か? そもそも、犯人の目的は?

### 4つの殺人
第1の殺人（凶器の消失）
暗闇で一人が殺される。凶器は矢であり、青酸が塗られていた。マードックは「青酸を塗った凶器は、あらかじめ用意されたもので、摩り替えられた本物の矢は室内にある」と主張したが見つからなかった（身体検査も行われた）。
第2の殺人（密室殺人）
入浴中、鍵の掛かった状態での殺人。マードックは二通りのトリックを考えたが、それが使われた形跡はなかった。
第3の殺人（密室殺人）
鍵の掛かった個室での殺人。マードックは「死体を使ったトリック」と思ったが、実験の結果、違うと判明する。
第4の殺人（密室殺人の変形）
砂浜での殺人。足跡は一人分しかなく、「犯人は、どこから来てどこへ去ったのか?」。
以上のトリックのうち、第3の事件までは極めてアンフェアな仕掛けが使われており、「解説」では、「本格推理を読み慣れた読者の意表をつく、皮肉な結末」、「人を喰った、パロディに相応しい幕切れ」と述べられている。

## 登場人物
以下、中村功二以外は追悼会の参加者。各名探偵の詳細については、原典の項目の記述を参照。
明智 小五郎
日本を代表する名探偵。別荘でのポアロの追悼会を発案する。
ポアロに敬意を表し、居間と食堂を左右対称に改築したが、あいにくと吉牟田警部に事件を持ち込まれ、直接の指導ができなかった。しかし、出来栄えは非常に良いもので、責任者に礼を述べている。
小林 芳雄
明智の助手で、本作の語り手。かつての小林少年（少年探偵団のリーダーも務めた）だが、本作ではフルネームは登場しない。
既に50歳を過ぎており、外見的には当時（13歳4ヶ月で登場）の面影はない。頭脳もあまり明敏ではないが、度胸は通常人よりも据わっている（死体に対する対応など）。妻とは死別。
小林 美泳子（こばやし みえこ）
小林芳雄の一人娘。21歳。
エラリー・クイーン
アメリカを代表する名探偵。振袖姿で出迎えた小林美泳子に感激し、「ミー」と呼んでいる。
ジュール・メグレ
フランスを代表する名探偵。パリ警視庁を定年退職したが、嘱託として事件を扱うこともある。
メグレ夫人
夫と同行して来日（第1作では別行動、第3作では来日していない）。
小林美泳子を気に入り、養女に誘っている。美泳子ともども台所仕事を引き受けている。
アーサー・ヘイスティングズ
ポアロの友人。ミス・マープルの代わりに来日。
小林芳雄いわく、「典型的なイギリスの退役軍人」。65歳で、身長180センチ以上。
マードックには不信感を抱いている。また、第1、第4の事件の際は自ら探偵役を買って出たが、どちらも失敗した。
中村 功二
竹下工務店（中堅の建設会社）の社員。明智の別荘の改築責任者（追悼会の参加者ではない）。
ポアロ・マードック（エルキュール・ポアロ・ジュニア）
「エルキュール・ポアロの息子」（ポアロ2世）と名乗る。ポアロの遺稿（と称する原稿）を携えて来日した。身長175センチほど、年齢は25歳。顔、髪型、口ひげなど、亡きポアロそっくりの外見を持つ（年齢と身長を除く）。
老いたる3人の名探偵に代わり、事件解明に乗り出す。
母親はシンシア・マードック。「『スタイルズ荘の怪事件』の際にポアロと結ばれた」と説明した。
- ポアロ・マードックは、「シンシアはローレンス・カヴェンディッシュと結婚し、南アフリカ共和国のヨハネスブルグに移住した。善良な性格のローレンスに対し、エルキュール・ポアロとの過ちは話せなかった。ポアロ・マードックが20歳の時、ローレンスは死亡、以後シンシアは旧姓に戻り、病院で働いていたが、肺炎で死亡した。その日は、エルキュール・ポアロがスタイルズ荘で亡くなった日と同じだった」と説明した。

牧田 茂
中央新聞の記者。年齢は30歳ぐらい。ポアロ・マードックと羽田空港で出会い、追悼会での交霊会を実行すべく、島を訪れる。
北島
カメラマン。牧田の同僚であり、親友。25歳ぐらい。
塩月キミ
恐山のイタコ。40歳ぐらい。弱視。ジョン・F・ケネディの霊を降ろしたこともある。
岸井 礼二郎
ベストセラーも出している推理作家。同じ名前の「岸井礼二郎」という探偵（こちらの年齢は35歳）が活躍する推理小説を書いている。
田野倉 伸介
25歳。M商事勤務。水着姿で飛び込んできた乱入者。井上昭子とは結婚を前提にしている仲。
井上 昭子
田野倉の同僚。25歳ぐらい。田野倉と一緒に水着で訪問した。
二人は「借りたヨットが波で横転し、この島に助けを求めにきた」と説明したが、実は「ポアロの追悼会に参加したくて」計画的に島を訪れていた。

## 『カーテン』への批判
ポアロ・マードックにより、『カーテン』に対して以下の矛盾点（不自然な点）が指摘されている。
まず、初登場の際に、マードックは以下の3点を疑問として挙げている。
1. ポアロは犯人Xの性格を把握しているのに、何の対策も講じていない。灰色の脳細胞が健在であるのだから、Xに罠をかけ、逮捕させることは容易だったはず[20]。
  1. これは、事前に明智も小林に語っている[21]。
2. Xがスタイルズ荘で新たな殺人に手を染めることを予想していたにもかかわらず、そんな危険な場所にウソの手紙でアーサー・ヘイスティングズを呼び寄せたのはなぜか?[20]しかもヘイスティングズの娘であるジュディスも滞在しているが、退去を迫っていない[22]。
3. Xはスタイルズ荘以前に5件の殺人を犯している。なぜポアロはXが新たな殺人を犯すまで手を下さなかったのか?[23]

これに対し、マードックは「エルキュール・ポアロは、自分（ポアロ2世）のデビューをスタイルズ荘で飾らせたかったのではないか?」と述べている（この段階で、「ポアロとマードックは国際電話で会話をしたことがある」、と説明している）。「ジュディスは、ヒロインとしてかつてのシンシアに準えていた」とも推理している。しかし、「マードックはシンシアの看病で手が離せず、また国際電話がなかなか通じない上に、Xが殺人を実行してしまう。さらには「シンシア死す」という電報が、誤ってマードックの死、と打たれてしまい、「息子を失った」という失意の中、ポアロはXを裁き、自殺した」と結んでいる。
一方で、最後には、マードックは、以下の様に疑問点を挙げ、推理を展開している。
1. ポアロの遺稿（探偵作家論）の見出しが修正され、頭文字をつなげると「HE WILL KILL ME[25]（彼が私を殺すだろう[26]）」となっている。
2. ポアロは想像力を尊重していた。そんな彼が『レーン最後の事件』の二番煎じのような結末を用意するのはおかしい[27]。
3. はたして犯人Xは、そんなに恐ろしい相手だったか? 例えば、『ひらいたトランプ』事件のポアロの手腕からいえば、逆にXを心理的に追い詰めて自殺させることも可能だったはず。
4. かつてポアロは「私がもし殺人を起こしても、誰も気づかない。事件があったことすら気づかれないだろう」と述べたが、Xの最期はそれに反している[28]。
  1. これに関連し、事件の前に明智は「ポアロは死に場所を探していた」と小林に述べている[29]。
5. ヘイスティングズは、なぜ、ポアロの変装（カツラ、つけヒゲ、車椅子に乗っているが実は歩ける）を見抜けなかったのか? 「わが友（モナミ）」と呼び合う仲なのに?[30]
6. ヘイスティングズは、「Xが誰か、最後まで判らなかった」と述べているが、これはおかしい。ポアロからXの前歴（5つの事件）を聞かされており、ポアロはXを知っている。5つの事件に関連する人物を調べれば、消去法で簡単に判るはずであるし、詮索好きのヘイスティングズが調べないはずはない[31]。
7. 6．により、ヘイスティングズはXを知っていたはずである。ならば暗示にかかるはずはない（アラートンを殺しかけるはずがない）[32]。
8. ヘイスティングズは、ジュディスがフランクリンを愛している、と知っていた。しかし、彼には妻がいる。彼を殺せば、激情家のジュディスは絶望して自殺するかもしれない。そこでXのしわざに見せかけ、フランクリンの妻を毒殺した（フランクリンに妻殺しの容疑がかからないように、「本当はフランクリンが狙われたが、誤って妻が死んでしまった」と説明した）[33]。
9. Xに罪を被せるため、Xを自殺に見せかけて殺した。しかし、ポアロには見抜かれている。そこでポアロをX殺人犯に仕立て上げ、自殺に見せかけて殺した。『レーン最後の事件』に似てしまったのは、ポアロの発案ではなく、ヘイスティングズの考えだったからである[34]。
  1. ポアロがヘイスティングズに殺された理由は、「ヘイスティングズには体力的に勝てないから」、「老醜を晒したくないから」、「ヘイスティングズに殺されるなら本望だから」[35]。
  2. 「車椅子は不要」という説明は「私（ヘイスティングズ）」によるものであり、実は車椅子は必要だった。だからこそ、Xに対抗するためには「有能ではないが頑健な」ヘイスティングズが必要だった[35]。
  3. これに先立ち、「ワトソンはホームズにコンプレックスや陰湿な気持ちを持つのではないか?」とヘイスティングズに尋ねている[36]。
10. ポアロの死にヘイスティングズが落ち込んでいるのはおかしい。この段階では、「Xは別におり、ポアロもXに殺されたのではないか?」と思っていたはずである。ならば、復讐に燃えているべきではないのか?

以上に対し、明智、クイーン、メグレは「ノーコメント」だった。

### ポアロの遺稿
「ポアロが『第三の女』事件に関わる直前に完成させた」として知られているが、未発表だったもの。ポアロ・マードックが持参した。彼曰く「自分が死んだと思ったポアロが、母のシンシア宛てに送ってきた原稿」（実際に亡くなったのはシンシアだが、電報の誤りで、そう伝わった）。本文はタイプライターで打たれているが、署名は肉筆であり、ポアロ本人の署名とよく似ていた。
明智の見たところ、日本の原稿用紙にすると900枚近い分量で、クイーンは「もし本物なら、ニューヨーク・タイムズの編集長が100万ドル出すはずだ」と語っている。明智も、読み進むうちに「偽作だとしても、かなり出来が良い」、「本物だとしてもおかしくない」、「7対3で本物の可能性が高い」、と感想を述べている。今まで未発表だった理由については、「事件の合間に推敲を重ね、完成が遅れたのではないか?」と明智は推理している（読む前には、「アガサ・クリスティを批判しているので、出版社が難色を示したのでは?」とも想像した）。
各章の見出しが以下の様に修正されており、頭文字をつなげると「HE WILL KILL ME（彼が私を殺すだろう）」となる（第5章と第12章は原題のまま）。
1. Here is the best book（原題は My best friend）
2. Endless story
3. We have not "Alibi"
4. In the mysterious affair
5. Lovely story, lovely women
6. Last case of murder
7. King of "Secret Room"
8. I don't like "Hard-Boiled"（原題は Egg is egg）
9. Long long ago !
10. Letter to Eden Phillpots
11. Mystery best 20
12. Everyman says "Adventure"

「本来は「will」ではなく、「would」とするのが文法的に正しいはず」と後に小林が述べたところ、明智は「12章しかないので4文字にしかできなかった」、「そもそもポアロの英語はブロークンだった」と説明している。原稿の日付は、亡くなる5日前のものだった。
内容に関しては、ポアロが1966年12月に明智へ送った手紙で、以下のように一部を明かしていた。
1. シェイクスピアとディケンズは尊敬するが、エドガー・アラン・ポーとアーサー・コナン・ドイルには不満があり、痛烈に批判した。
2. 現時点で不当に低い評価を受けているアメリカの二人の作家について弁護している。

遺稿では、以下の点が明かされている。
1. 第1章と第2章でポーとドイルが批判されている[41]。
2. ガストン・ルルーの『黄色い部屋の秘密』を賞賛している[52]。
  1. ただし、この点は明智も過去に聞かされたことがあり、「同じように作家論を聞いた人間がいる可能性もある。従って、偽造の可能性も残っている」と指摘している。
3. 第1章はドイルを賛辞している。ただし、「シャーロック・ホームズは大した探偵ではなく、むしろジョン・H・ワトソンを生み出したことがドイル最大の功績」としている[53]。
4. 第5章では、アメリカの女流作家ルイーザ・オマレイを賞賛している。この章題は修正されていない[48]。
5. 第8章では、ハードボイルドを厳しく批判している[54]。
6. 第12章では、アルセーヌ・ルパンと作者のモーリス・ルブランを賞賛している。この章題も修正されていない[48]（1972年の本シリーズ第2作『名探偵が多すぎる』では、ルパンと怪人二十面相が登場している）。
7. 日本の作家は扱われていない[55]。

文体に関しては、メグレが「自分（ベルギー生まれ）が英語を使う時と同じような間違いが散見される」としている（原稿、明智への手紙ともに）。読み進むうちに、明智も同じ感想を持ったが、「ヘイスティングズの記録を読めばマネできる」とも述べた。
最終的に、この原稿はメグレが置き忘れたため、別荘とともに灰になる。最後に小林は、「メグレは災いの種になる、と思い、わざと置いてきたのではないか?」と疑問を述べたが、明智は明確な返答を避けた（それ以前に、「なぜヘイスティングズに送らなかったのか?」と明智に尋ねたところ、「今は話題にしないように」と釘を刺されている）。